# Малая Коньковая
Ма́лая Конько́вая — река в Якутии (Россия), левая составляющая реки Коньковой, принадлежит к бассейну Восточно-Сибирского моря. Протекает по территории Нижнеколымского района Якутии. Длина — 226 км, площадь водосборного бассейна составляет 2180 км².
Вытекает из небольшого безымянного озера на северо-востоке Колымской низменности на высоте более 40 метров над уровнем моря. От истока течёт преимущественно в северо-восточном направлении по тундровой местности. По берегам многочисленные термокарстовые озёра и бугры пучения. Берега часто обрывистые. Очень активно меандрирует. Перед устьем делает большой изгиб к северу. Сливаясь с Большой Коньковой в 28 км к югу от озера Чорхия, образует реку Коньковую на высоте 2 м над уровнем моря. Ширина в нижнем течении — 25 м при глубине 1,3 м. Скорость течения в низовьях — 0,2 м/с.
Основной приток — река Тросиянгвеем длиной 42 км (правый).

## Данные водного реестра
По данным государственного водного реестра России и геоинформационной системы водохозяйственного районирования территории РФ, подготовленной Федеральным агентством водных ресурсов:
- Бассейновый округ — Ленский
- Речной бассейн — Алазея
- Речной подбассейн — нет
- Водохозяйственный участок — Реки бассейна Восточно-Сибирского моря (включая реку Алазея) от границы бассейна реки Индигирка на западе до границы бассейна реки Колыма на востоке
- Код водного объекта — 18060000112117700076295[4].